# Jordi Canals i Prats
Jordi Canals i Prats va néixer a Barcelona el 28 de juliol de 1938, al barri de Sant Andreu de Palomar. Economista de formació, exerceix responsabilitats en diverses empreses. Tanmateix, sempre ha tingut interès per l'univers de la literatura. En jubilar-se l'any 2000 compagina l'escriure amb el llegir i seguir de prop la música i la poesia. Ha escrit cinc novel·les en català.
Amb les dues primeres ha estat finalista del Premi Ramon Llull del 2002 amb Un piano a la sorra i del 2003 amb Cucadellum.com. Després seguiren L'herència del bruixot el 2009, El pou el 2010, Camins incerts el 2013, La foscor dels somiadors el 2017 (coautor amb Martín Roca del Teg de Guatemala) i Amor a dojo el 2019.

## Obra
- Un piano a la sorra, novel·la, SetzeVents Editorial, Urús 2008, ISBN 978-8492555000
- Cucadellum.com, novel·la, SetzeVents Editorial, Urús 2008, ISBN 978-8493645496
- L'herència del bruixot, narrativa, SetzeVents Editorial, Urús 2009, ISBN 978-84-92555-14-7
- El pou, novel·la, SetzeVents Editorial, Urús 2010, ISBN 978-84-92555-63-5
- Camins incerts, novel·la, Témenos edicions, 2013, ISBN 978-84-941677-7-5
- La foscor dels somiadors, novel·la, Témenos edicions, 2017, ISBN 978-84-946780-2-8
- Amor a dojo, poesia, Témenos edicions, 2019, ISBN 978-84-949897-3-5